# Edgard Colle
Edgard Colle (* 18. Mai 1897 in Gent; † 20. April 1932 Gent) war ein belgischer Schachspieler.
Colle war Berufsspieler und nahm im Zeitraum von 1922 bis 1931 an über 50 Schachturnieren teil. Fünfmal gewann er die belgische Landesmeisterschaft: 1922, 1924, 1925, 1928 und 1929.
Bei der auch als inoffizielle Schacholympiade bezeichneten Amateurweltmeisterschaft 1924 in Paris belegte er den dritten Platz, noch vor Max Euwe.
In einem Wettkampf in Antwerpen 1925 gewann er gegen George Koltanowski, der zu dieser Zeit der zweitbeste Spieler Belgiens war, klar mit 4:0 bei 3 Remisen.
Seine größten Erfolge bei internationalen Turnieren waren erste Plätze in Meran 1926 (vor Spielern wie Dawid Przepiórka, Rudolf Spielmann und Savielly Tartakower) sowie in Scarborough 1930, wo er Géza Maróczy, Akiba Rubinstein und Mir Sultan Khan hinter sich ließ. Sein letztes Turnier war Rotterdam 1931, dort belegte er den zweiten Platz.
Colle war zeitlebens sehr kränklich und konnte sein schachliches Talent daher nicht voll ausschöpfen. Allerdings machte er seinen Gesundheitszustand nie für weniger gute Resultate verantwortlich. Wegen seines freundlichen und bescheidenen Wesens war er in der Schachszene sehr geschätzt. Nach seinem Tod infolge eines Magengeschwürs widmeten ihm sowohl Max Euwe als auch Hans Kmoch bewegende Nachrufe.
Nach ihm wurde ein Eröffnungssystem benannt, das Colle-System.
Seine beste historische Elo-Zahl beträgt 2619; er erreichte diese im Dezember 1930.